# Monti Čemalginskij
I Monti Čemalginskij (in russo Чемалгинский хребет?) sono una catena montuosa che fa parte del sistema dei Monti Čerskij e si trova nel territorio della Sacha (Jacuzia), in Russia.
I Čemalginskij si trovano nella parte centrale del sistema dei Čerskij. A nord confinano con la catena dei Tas-Chajachtach, a sud-est incontrano l'Indigirka. Lungo il lato sud corre la valle del Čibagalach che li separa dai monti Čibagalachskij, mentre a nord-est si affacciano sulla valle della Moma e del Selennjach (Момо-Селенняхская впадина). L'altezza massima della catena è quella di un picco senza nome alto 2 547 metri. La lunghezza della catena è di circa 120 km.
Nella parte centro-meridionale della catena si trova la vetta Marii Čerskoj (2 168 m), che porta il nome della moglie di Jan Čerskij.